# Gotein-Libarrenx
Gotein-Libarrenx település Franciaországban, Pyrénées-Atlantiques megyében. Lakosainak száma 473 fő (2022. január 1.). Gotein-Libarrenx Garindein, Idaux-Mendy, Mauléon-Licharre, Menditte, Ordiarp és Roquiague községekkel határos.

## Népesség
A település népességének változása:
| Lakosok száma | 460  | 471  | 497  | 477  | 475  | 474  | 472  | 474  | 473  |
|               | 2013 | 2015 | 2016 | 2017 | 2018 | 2019 | 2020 | 2021 | 2022 |